# 2025年6月中国大陆

## 6月1日
- 6月1日起，中国对巴西、阿根廷、智利、秘鲁、乌拉圭5国持普通护照人员试行免签政策。[1]

## 6月2日
- 6月2日12时12分，中国人民解放军空军上将，中央军事委员会原副主席许其亮在北京逝世，享年75岁。[2]

## 6月3日
- 2025年6月3日17时20分许，河北石家庄一处施工现场发生坍塌事故，致三人死亡。[3]

## 6月4日
- 6月4日，武汉大学四食堂发生持刀砍人事件，导致至少3人受伤。[4]

## 6月8日
- 6月8日，许其亮告别仪式在八宝山革命公墓举行。[5]

## 6月12日
- 湖南省卫生健康委针对湘雅二医院展开调查，其涉嫌医疗腐败的问题移交至公安机关。[6]

## 6月16日
- 2025年6月16日上午8:23左右，常德市临澧县停弦渡镇山洲村山洲花炮厂发生爆炸事故。[7]截至6月17日9时，该事故已造成9人遇难，26人受伤。[8]

## 6月19日
- 6月19日13时32分，江西省上饶市鄱阳县石门街中学的中考接送车发生车祸,接送车与一辆半挂牵引车途经鄱阳县谢家滩福山路段时发生侧面刮碰事故，造成2人死亡，4人受伤。[9]

## 6月24日
- 6月24日7时40分许，G76夏蓉高速格都线广西至贵州都匀方向K1264处（贵州省三都自治县境内）猴子河特大桥， 因持续强降雨诱发山体滑坡，导致引桥发生垮塌。[10]